# Dwonder van claren ijse en snee
Dwonder van claren ijse en snee is een gedicht van de Brusselse stadsdichter Jan Smeken uit 1511. Het werd uitgegeven door Thomas van der Noot, een Brusselse boekdrukker.

## Achtergrond: sneeuwpoppenfestival
In januari en februari van 1511 waren verspreid over Brussel meer dan honderd sneeuw- en ijssculpturen te vinden van mythische en Bijbelse iconen tot dieren en volksfiguren. De beschrijving die Smeken van deze sculpturen geeft, is tevens een satirisch portret van enkele groepen uit de toenmalige maatschappij en biedt bovendien een goed beeld van de geldende burgermoraal. Het gedicht weerspiegelt de Brusselse cultuur van die tijd, die een mengeling was van hof-, stads- en plattelandscultuur.

## Beschrijving
Het gedicht bevat 34 strofen, waarvan iedere strofe twaalf regels telt. Het rijmschema is complex: ABABBCBCCDCD. Dwonder van claren ijse en snee wordt een leugendicht genoemd omdat het als doel heeft 'een zo groot mogelijk ironische spanning uit te bouwen tussen schijn en werkelijkheid'. De literaire vormgeving van dit gedicht wordt als absurd humoristisch, en als nonsenspoëzie omschreven, wat in die tijd al een zekere traditie in het buitenland kende. De tekst is doorspekt met scabreuze erotiek en scatologische toevoegingen.

## Bewaring en uitgaven
De volledige titel luidde Dwonder dat in die stat van Bruesel ghemaect was van claren ijse en snee, die wel gheraect was en er is slechts één exemplaar van het boekje overgeleverd (Den Haag, Koninklijke Bibliotheek). De eerste wetenschappelijke editie verscheen in 1946. In 1988 publiceerde Herman Pleij een uitvoerig werk over het sneeuwpoppengedicht waarin hij een analyse maakt van de ijssculpturen en de multiculturele samenleving die zij weerspiegelden.

## Project WIT
't Mariacranske-De Wijngaard gebruikte dit gedicht als uitgangspunt voor een nieuw project. Zij organiseerden in 2007 een nieuw sneeuwpoppenfestival onder de naam WIT. Een Brussels dichterscollectief met onder anderen David Van Reybrouck en een groep beeldende kunstenaars werkten mee aan dit festival van woord en beeld. Dit resulteerde in een parcours door het stadscentrum waarin de oude verzen uit het gedicht van Smeken werden geconfronteerd met de nieuwe kunstwerken. Op deze manier kwam de middeleeuwse traditie, waarin via de poëzie maatschappelijke thema’s werden besproken in het straatbeeld, opnieuw tot leven. Ook Rick de Leeuw werkte hieraan mee. Hij vertaalde het sneeuwpoppengedicht en had daarbij oog voor de dubbelzinnigheden die de tekst te bieden heeft. De Leeuw hield in zijn vertaling rekening met de eigenaardigheden van de ijssculpturen, en gaf de oude stadsdichter weer een stem.

## Uitgaven
- Rick de Leeuw, Anna Luyten en Remco Sleiderink, Rederijkerskamer 't Mariacranske 500 jaar aan het woord, 2007, ISBN 9789054666639
Teksteditie met korte annotaties van Jozef Janssens en hertaling door Rick de Leeuw
- Herman Pleij, De sneeuwpoppen van 1511. Literatuur en stadscultuur tussen middeleeuwen en moderne tijd, 1988, ISBN 9789053336700
Boek met summier geannotateerde transcriptie in bijlage
- R. Pennink en D.Th. Enklaar, Dwonder van Claren IJse en Snee. Een verloren en teruggevonden gedicht van Jan Smeken,  1946
Teksteditie met korte annotaties